# Kirche Wildbach
Die evangelisch-lutherische Kirche Wildbach aus dem Beginn des 19. Jahrhunderts ist ein Gotteshaus im Bad Schlemaer Ortsteil Wildbach. Sie steht seit den 1970er Jahren unter Denkmalschutz. Die Wildbacher Kirche gehört zusammen mit der Martin-Luther-Kirche in Niederschlema und der Auferstehungskirche in Oberschlema zur Evangelisch-Lutherischen Kirchgemeinde Bad Schlema-Wildbach.

## Lage
Das Sakralgebäude trägt die offizielle Adresse Schulstraße 1, Wildbach. Es steht auf der nordwestlichen Seite am zuführenden Schulplatz, wo sich auch der umzäunte Eingang zum Friedhof befindet. Die Höhe des Berges wird an dieser Stelle mit 394 Meter über NN angegeben. Das Kirchenbauwerk ist geostet.

## Architektur

### Außen
Die Saalkirche wird dem Baustil des Klassizismus zugeordnet, sie ist rundherum verputzt.
Die Rundbogenfenster sind mit nichtfarbigem Glas ausgestattet. Auf beiden Längsseiten gibt es fünf solcher hohen Sprossenfenster, das jeweils mittlere ist wegen der darunter eingefügten Seiteneingänge kürzer. Das Hauptportal befindet sich im Turmunterbau von Westen und ist mit einem Vordach wettergeschützt.
Der Kirchturm ist rund 52 Meter hoch und trägt ein Kreuz über einem Knauf, beides vergoldet. Das Turmoberteil hat einen achteckigen Grundriss und endet in einer eher barocken Haube. Darunter befinden sich die Glockenstube und das Uhrwerk einer Turmuhr.
Das steile Satteldach des Kirchengebäudes und der Kirchturm sind mit Schieferschindeln eingedeckt.

### Innen

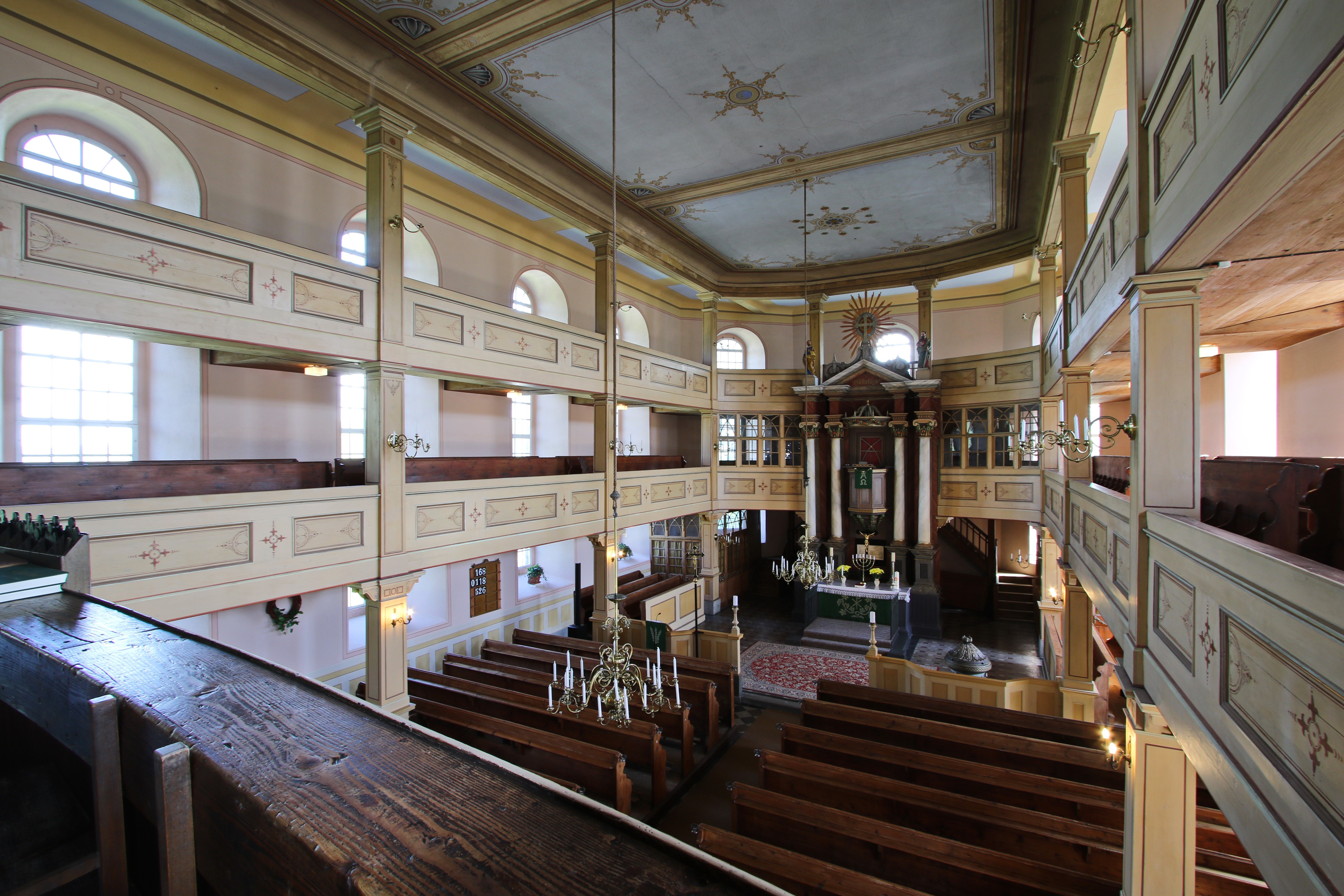
Blick in den Kirchenraum von der Empore aus

Der Kirchensaal ist zehn Meter hoch und in hellen Aquarelltönen ausgemalt.
Drei Querfelder, die jeweils symmetrisch mit goldenen und hellbraunen Sternsymbolen und Ornamenten (Blätter, Muscheln) verziert sind, gliedern die flache einfarbige Decke. Diese ist an ihren Schmalseiten eckig geführt.
Die Halbrundapsis ist zum Kirchenraum hin in Form einer Ädikula ausgeführt. Beidseitig sind je zwei schmückende steinerne Säulen mit reich gegliederten Kapitellen angeordnet. Vor dem Altar hängt von der Decke ein Kronleuchter, symmetrisch dazu hängt auch auf der Orgelseite ein gleichartiger Leuchter von der Decke herab.
Eine herumführende doppelstöckige Empore trägt auf ihrer Westseite die Orgel. Die Balustraden der Emporen sind kassettenartig mit hellem Naturholz geschmückt, auf denen farblich abgesetzte sternförmige Ornamente aufgemalt sind. Auf der Ostseite umfasst die Empore die Apsis, über der auf einer Giebelspitze ein vergoldeter Sonnenkranz installiert ist.

## Ausstattung
Der schlichte Altartisch steht auf einem kleinen Podest. Dahinter befindet sich eine Kanzel. Ebenfalls auf dem Podest hat ein rundes steinernes Taufbecken auf einem achteckigen Fuß seinen Platz. Es ist mit einem Deckel versehen und mit Metall gefasst.
Das Gestühl wird aus einer Doppelreihe hölzerner Bänke mit geschnitzten Wangen gebildet, in der Mitte verläuft ein mit Musterteppichen ausgelegter Gang.

## Orgel

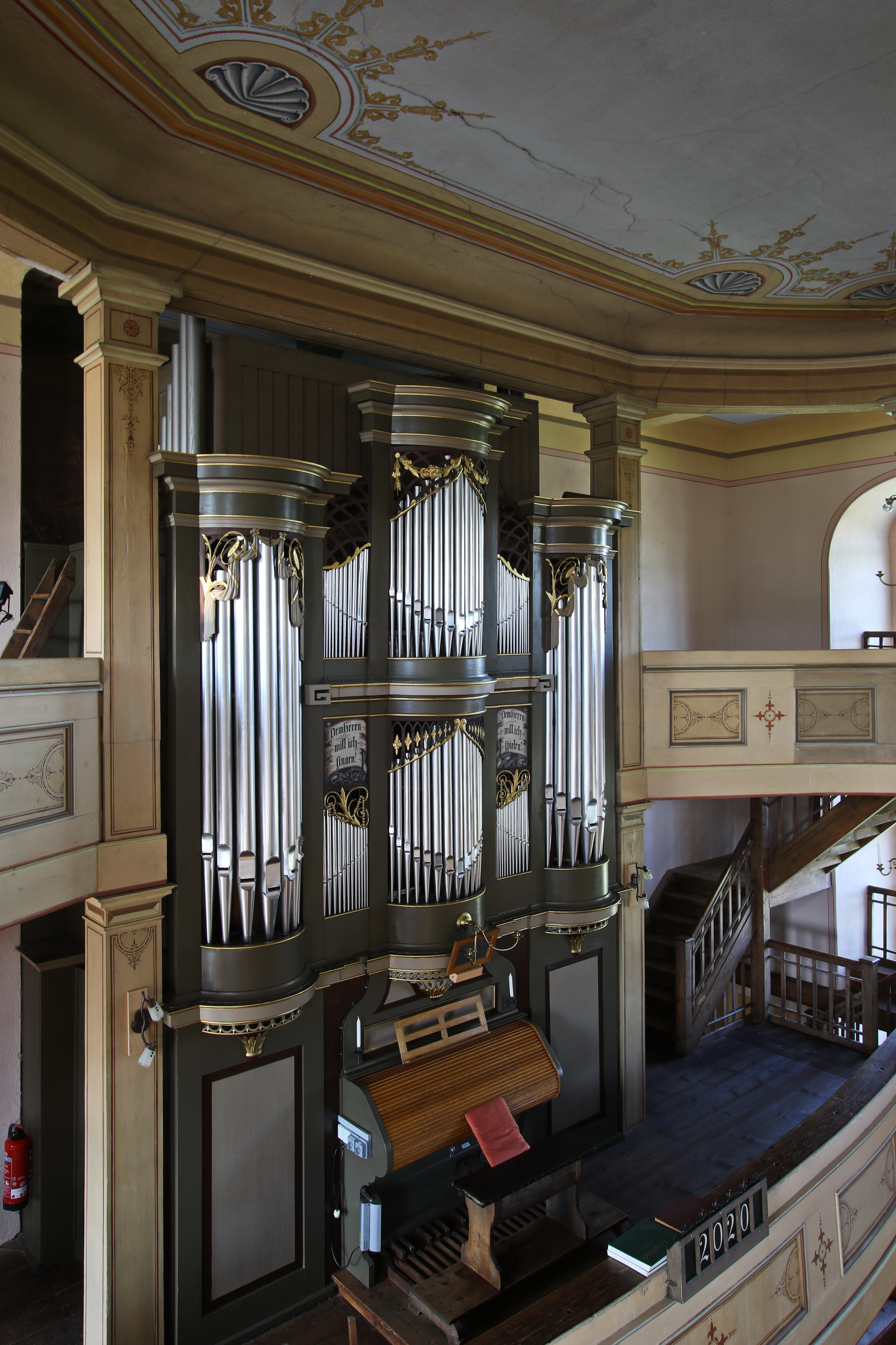
Orgel

Die Orgel in der Kirche, Mitte des 19. Jahrhunderts eingebaut, stammt aus der Werkstatt von Johann Andreas Hesse, 1814 gebaut und 1909 von Julius Jahn & Sohn überarbeitet und hier in der Kirche installiert. Sie nimmt die gesamte Höhe beider Emporen ein und wird auch zu Konzerten genutzt.

## Glocken
Im Turm befindet sich das Geläut aus bronzenen Glocken. Offenbar gab es das auch schon bei der zweiten, der Marienkirche, denn auf der Seite der Freiwilligen Feuerwehr werden sie erwähnt.

## Seelsorge

### Pfarrer/Pastoren (Auswahl)
- 1549–1562: Mathias Gering (erster evangelischer Pfarrer in Wildbach)[8][4]
- 1588–1629: Johannes Vieweger (Pastor)[8]
- 1629–1636: Christian Köhler[8]
- 1636–1662: Christoph Trebß (Grabstein hier auf dem Friedhof)[8]
- 1662–1679: Johann Chares[8]
- 1679–1683: August Hammer (zuerst in der früheren Kirche beigesetzt, Grabplatte vor dem Turm der neuen Kirche niedergelegt,)[8]
- 1684–1689: Christian Hanke[8]
- 1689–1717: Johann Werner[8]
- 1717–1727: Johann Christoph Werner[8]
- 1727–1733: Johann Keysecker[8]
- 1733–1782: Pastor M. Johann Phillip Groß[9][8]
- 1782–1826: M. Christian Traugott Groß; unter seiner Amtsführung entstand die neue Dorfkirche[8]
- 1827–1845: August Traugott Groß[8]
- 1845–1869: Friedrich Wilhelm Landgraf[8]
- 1869–1905: Theodor W. Landgraf (auch Ortschronist)[10][8]
- 1905–1912: Karl Friedrich Albert Heyne[8]
- 1912–1937: Karl Friedrich Flade[8]
- 1937–1939: Wolfgang Thaden[8]
- 1939–1955: Horst Joachim Rau[8]
- 1955–1956: Gottfried Rottmann[8]
- 1956–1968: Konrad Christian Seltmann[8]
- 1968–1990: Gerhard Sedner[8]
- 1992–2005: Eberhard Zenner[8]
- 2006–2020: Ulrich Kauk[8]
- seit März 2021 Dominique Meichsner (Pastorin)[11]

### Kirchenkreise und Veranstaltungen
- Für alle drei Filialen im Kirchenkreis wird regelmäßig an der Auferstehungskirche ein Ostergarten organisiert.[12]
- Christmetten finden ebenfalls regelmäßig statt.
- Im Kirchenbezirk ist eine Junge Gemeinde tätig.[13]
- Neben den schon erwähnten Orgelkonzerten gibt es auch Chor-Auftritte in der Wildbacher Kirche.[14]
- Zudem unterhält die Gemeinde den Posaunenchor Wildbach/Langenbach.[5]

## Geschichte
Das Kirchengebäude wurde (wohl) als drittes Gotteshaus am bisherigen Standort der Vorgängerbauten im Ort errichtet. Das erste hölzerne Kirchlein entstand gleich mit der Gründung des Ortes Wildbach etwa im 12. Jahrhundert. Eine im Kirchenraum erhaltene Marienstatue wurde durch dendrochronologische Untersuchungen auf das Jahr 1310 datiert und verweist damit mit großer Wahrscheinlichkeit auf einen zweiten Kirchenbau, der in einem früheren Dokument als „neue St.-Marienkirche zu Wildbach“ bezeichnet wurde, in dem sich Christen auch aus der Umgebung zum Gottesdienst trafen. Der Sakralbau verfügte über einen Kirchturm, die Kirchenglocke stand jedoch in einem nahe befindlichen Schuppen. Vom 15. Jahrhundert bis zum Jahr 1837 gehörte die Wildbacher Parochie zur Ephorie Waldenburg.
Nach fast 500-jähriger Nutzung war das zweite Gotteshaus baufällig, der Turm musste 1764 sogar abgebrochen werden. Das Kirchengebäude konnte nur noch stehen bleiben und genutzt werden, weil es 1779 abgestützt wurde. So war der Neubau einer Kirche unvermeidlich. Für den vorgesehenen Kirchenneubau gewannen die Einwohner bereits zwischen 1750 und 1754 Baumaterial von der aufgegebenen Isenburg durch Sprengungen. Der Siebenjährige Krieg sowie einige unvorhergesehene Naturkatastrophen führten zu leeren Kassen im Ort, weswegen sich der Baubeginn stark verzögerte.
Die Grundsteinlegung für den Kirchenneubau erfolgte im Jahr 1804, nachdem die Marienkirche abgetragen worden war. Teile ihrer Bausteine fanden beim Bau des neuen Gotteshauses Verwendung. Am 19. Oktober 1806 feierten die Christen die Einweihung der Kirche. Die Gemeinde hatte auch eine Orgel in Auftrag gegeben, die im Jahr 1814 geweiht wurde.
Eine neu gegossene Kirchenglocke konnte 1867 in den Turm aufgezogen werden. 1888 ließ die Kirchgemeinde eine erste umfassende Renovierung der Kirche „mit Verschönerung“ vornehmen. Nach den Vorlagen des Pfarrers Landgraf wurde bei diesen Arbeiten unter anderem die Decke der Kirche neu gestaltet.

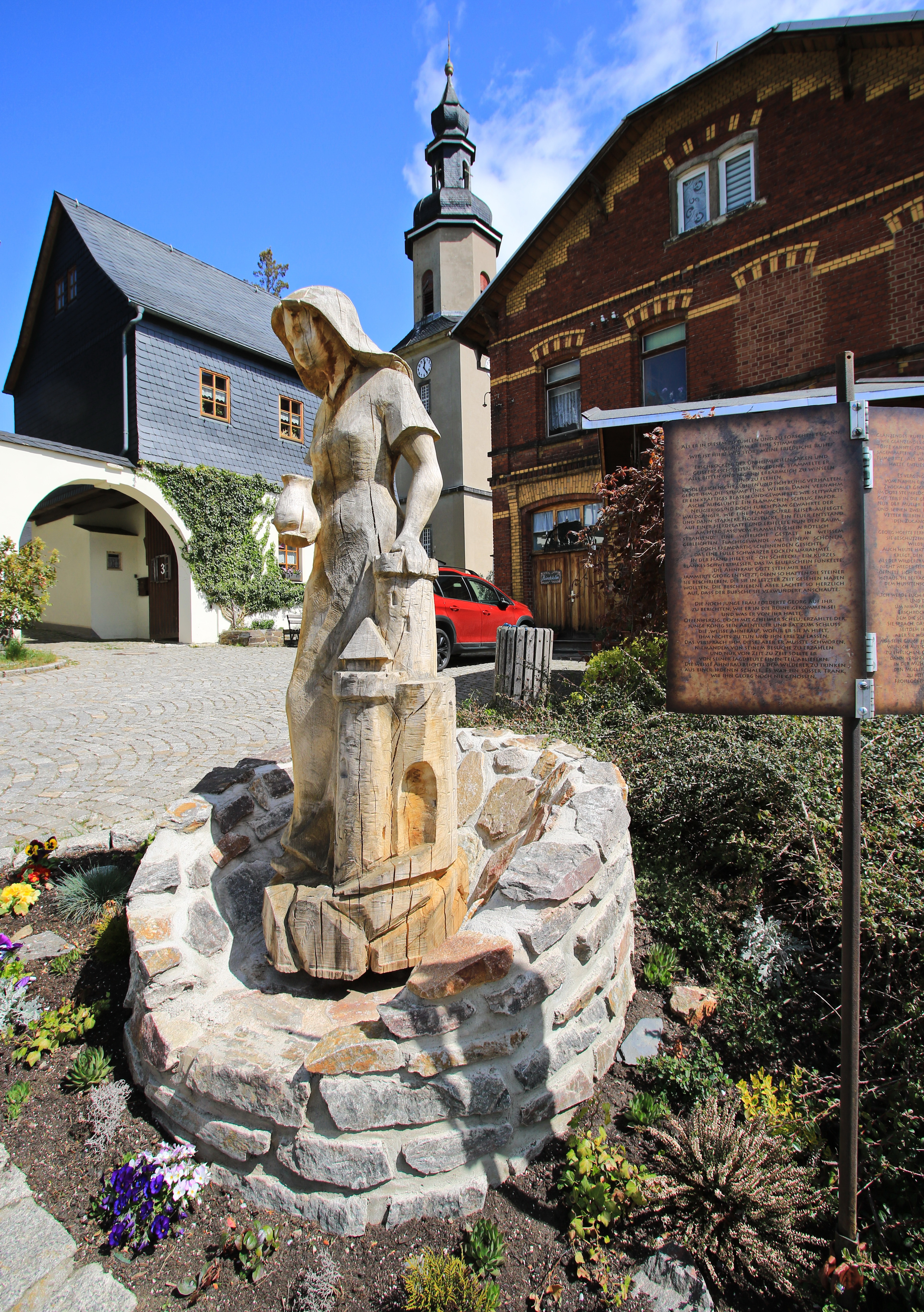
Blick auf die Kirche, das Pfarrhausensemble (links) und den Schmuckbrunnen mit der „weißen Frau“ (vorn, Mitte)

Nach dem Ende des Zweiten Weltkriegs fanden in der kaum beschädigten Kirche wieder Gottesdienste, Taufen, Trauerfeiern und Bibelstunden statt. In der DDR-Zeit, 1963, erfolgte eine Kirchenrenovierung mit Putzerneuerung sowie Dach- und Turmreparaturen.
Nach der Wende waren wieder Baureparaturen wie eine Teil-Erneuerung des Dachgestühls notwendig geworden. – Die Wildbacher Kirchgemeinde wurde nach Auflösung der Parochie Wildbach-Langenbach im Jahr 2006 nach Bad Schlema gepfarrt. Im Jahr 2012 konnte eine umfangreiche Renovierung des Innenraumes der Kirche stattfinden, die 2013 abgeschlossen war und mit einem Festgottesdienst begangen wurde.

## In der Umgebung

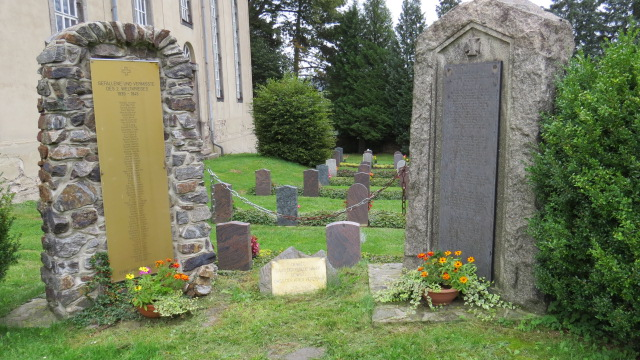
Kriegerdenkmale

Die Kirche bildet mit dem angrenzenden Pfarrhaus und dem mit ihm baulich verbundenen Pächterhaus, der Einfriedung und dem Kirchhof mit zwei Kriegerdenkmalen sowie dem ehemaligen Schulgebäude (errichtet Ende des 19. Jahrhunderts als zweiter Schulbau) einen Denkmalskomplex. In dem Pächterhaus wohnten anfangs die Familien des Kirchners und des Glöckners.
Das Kriegerdenkmal am Eingang zum Kirchhof wurde zunächst für die im Ersten Weltkrieg Gefallenen des Ortes errichtet und 1928 eingeweiht. Es besteht aus einem grob behauenen Granit-Monolithen mit Eisernem Kreuz, eingelassener Metallplatte mit den Namen der Toten sowie der Inschrift „Sie gaben ihr alles, ihr Leben, ihr Blut. Sie gaben es ihm mit heiligem Mut.“ (rechts im Bild). Außerdem ließen die Bewohner daneben in ähnlicher Ausführung einen Gedenkstein für die im Zweiten Weltkrieg Gefallenen ergänzen (links im Bild). Der kleine anschließende Friedhof wird aktiv genutzt und ist gut gepflegt.
Zu erwähnen sind außerdem die auf dem Schulplatz im Jahr 1871 gepflanzte Friedenslinde sowie die direkt neben dem Kirchengebäude 1883 gepflanzte Luther-Linde.